# Epiechinus taprobanae
Epiechinus taprobanae är en skalbaggsart som beskrevs av Lewis 1892. Epiechinus taprobanae ingår i släktet Epiechinus och familjen stumpbaggar. Inga underarter finns listade i Catalogue of Life.